# 高台家的成員
《高台家的成員》是森本梢子創作的日本漫畫作品。於集英社《YOU》2012年12月號刊載，之後於2013年3月號起繼續連載。單行本全6冊。2016年改編為同名真人電影。

## 故事概要
興趣是妄想的30歲不起眼粉領族女孩平野木繪，突然被從紐約分公司來的超帥員工高台光正邀約吃飯，讓她大吃一驚。其實光正擁有某種特殊能力，奇妙的是光正的妹妹和弟弟也有那個能力。受心中的妄想和他的人品吸引，兩人進而交往。雖然光正開始考慮結婚的事，但是木繪看到光正受歡迎的模樣，不安和妄想在心中大暴走…

## 登場人物

### 高台家
光正
高台家長男，27歲，身高180cm。黒髪碧眼，面貌端正，身材修長，堪稱是完美體型，個性淳樸。據傳家世背景是很厲害的名門世家暨前貴族，他在T大畢業後前往牛津留學。回國後與木繪相戀，歷經一番波折後結婚。
茂子
高台家長女。典型的美人胚子。暗戀著岸本浩平，目前正在交往。
和正
高台家次男。個性有點壞心眼且不坦率，總是欺負自己喜歡的女孩。自英國留學歸國。
由布子
光正等三人的母親。性格直接，自己認為正確的事情絕不輕易改變想法。
茂正Jr.
光正等三人的父親。通稱：正男。
安妮
英國人，光正等三人的祖母。本名安妮·佩德（Anne Peddler）。

### 周圍的人們
平野木繪
30歳。光正的未婚妻，同公司的同事。傻大姐個性。
岸本浩平
茂子大學時代起認識至今的友人。暗戀著茂子。
齊藤純
茂子的同學，獸醫。10年間一直都暗戀光正。

## 出版書籍
| 卷數 | 集英社        | 集英社                 | 長鴻出版社     | 長鴻出版社            |
| 卷數 | 發售日期      | ISBN                   | 發售日期       | EAN / ISBN            |
| ---- | ------------- | ---------------------- | -------------- | --------------------- |
| 1    | 2013年9月25日 | ISBN 978-4-08-845109-1 | 2014年7月26日  | EAN 471-5409-86614-5  |
| 2    | 2014年5月23日 | ISBN 978-4-08-845221-0 | 2014年11月12日 | ISBN 978-957-516529-1 |
| 3    | 2015年1月23日 | ISBN 978-4-08-845341-5 | 2015年12月5日  | ISBN 978-957-516846-9 |
| 4    | 2015年9月25日 | ISBN 978-4-08-845456-6 | 2016年9月1日   | ISBN 978-986-474064-2 |
| 5    | 2016年5月25日 | ISBN 978-4-08-845586-0 | 2016年12月28日 | ISBN 978-986-474219-6 |
| 6    | 2017年5月25日 | ISBN 978-4-08-845755-0 | 2017年10月26日 | ISBN 978-986-474537-1 |

## 電影
2016年6月4日於日本上映，東寶電影公司出品。由土方政人執導，綾瀨遙主演。

### 電影版登場人物
- 平野木繪：綾瀨遙
- 高台光正：齋藤工
- 高台茂子：水原希子
- 高台和正：間宮祥太朗
- 高台由布子：大地真央
- 高台茂正Jr.（正男）：市村正親
- 高台安妮：夏綠蒂·凱特·福斯（Charlotte Kate Fox）[11]
- 高台茂正：大野拓朗
- 齊藤純：夏帆
- 岸本浩平：坂口健太郎
- 脇田實：塚地武雅[12]
- 阿部弓子：堀内敬子
- 三浦千紗：飯豐萬理江
- 其他演員：小林隆、柳百合菜

### 製作團隊
- 原作：森本梢子
- 導演：土方政人[13]
- 劇本：金子亞里莎
- 製作人：西原惠
- 音樂：菅野祐悟
- 攝影：大石弘宣
- 主題歌：西野加奈「You & Me」（日本索尼音樂娛樂）[14]
- 製作：富士電視台、東寶、集英社

## 網路連續劇
dTV原創連續劇《高台家的成員》為電影版的前傳，2016年6月在dTV播出，全劇共2集。故事講述30年前由布子與雅男相識進而結婚成家的戀愛過程。電影版飾演和正的間宮祥太朗在本劇中飾演和正的父親正男。由小松菜奈主演。

### 網路連續劇版登場人物
- 深丸由布子：小松菜奈
- 高台茂正（正男）：間宮祥太朗
- 高台光正：齋藤工[16]
- 奈緒：我妻三輪子
- 彌生：富山惠理子
- 山根：坂口辰平
- 大學生：大西禮芳、堀本雪詠、金澤美穗

### 製作團隊
- 原作：森本梢子
- 導演：土方政人[13]
- 劇本：三浦西紗
- 音樂：菅野祐悟
- 製作人：西原惠、大澤惠、山崎淳子
- 製作公司：共同電視台
- 製作：富士電視台
- 製作、出品：BEETV

## 外部連結
- 漫畫版相關情報（日語）
- 電影版官方網站（日語）
- 連續劇版官方網站 （页面存档备份，存于）（日語）